# Rodolfo Fogwill
Rodolfo Enrique Fogwill (Quilmes, Buenos Aires, 15 de juliol de 1941 – Buenos Aires, 21 d'agost de 2010) va ser un escriptor i sociòleg argentí que va aconseguir renom, primer, com a directiu d'empreses de publicitat i de màrqueting i, després, com a escriptor.

## Biografia
Rodolfo Fogwill va obtenir la llicenciatura en sociologia a la Universitat de Buenos Aires on va exercir com a professor titular. Va escriure poemes, contes, novel·les, assajos sobre temes relacionats amb la comunicació, literatura i política. Va conformar l'equip de docents de la Facultad Libre de Rosario.
Va exercir també com a empresari de la publicitat i el màrqueting, on va aconseguir cert renom.
Va publicar el seu primer llibre, un poemari, el 1979 i tot seguit, a l'any següent, un altre i el seu primer volum de contes. Al mateix any 1980 el seu relat Muchacha punk va obtenir un important premi patrocinat per l'empresa Coca-cola, que li va permetre dedicar-se a escriure.
El 1983 va aparèixer la seva primera novel·la: Els Pichiciegos, ambientada en la guerra de les Malvines. Aquesta obra ha estat adaptada al teatre i el 2012 va inspirar dues posades en escena, una dirigida per Mariana Mazover, i l'altra, per Diego Quiroz.
Alguns dels seus textos integren diverses antologies publicades als Estats Units, Cuba, Mèxic i Espanya. El 2003 va guanyar la beca Guggenheim i a l'any següent el Premi Nacional de Literatura pel seu llibre Vivir afuera. El 2004 va obtenir el Premi Konex - Diploma al Mèrit en la disciplina "Novel·la: Quinquenni 1999-2003".
El 21 d'agost de 2010, Fogwill va morir com a causa d'una malaltia pulmonar.
Fogwill va deixar nombrosos arxius desordenats en el seu departament del barri de Palerm, i la seva filla Vera, cineasta, li va encomanar el 2011 a la historiadora Verónica Rossi que els classifiqués. Entre aquests papers hi havia una carpeta amb un diari on apuntava imatges mentals, des dels 13 anys fins a poc abans de morir, i que va sortir a Mondadori amb el títol de La gran ventana de los sueños. Dues novel·les inèdites es van publicar després de la mort de Fogwill: La introducción i Nuestro modo de vida, que data de 1980.

## Obra

### Novel·les
- Los Pichiciegos. 1a.  De la Flor, 1983. ISBN 978-950-515-005-2.
- La buena nueva. 1a.  Planeta, 1990. ISBN 978-950-9216-99-0.
- Una pálida historia de amor.  Planeta, 1991. ISBN 978-950-742-147-1.
- Vivir Afuera. 1a.  Sudamericana, 1998. ISBN 978-950-07-1485-3.
- Cantos de marineros en La Pampa. 1a.  Random House - Mondadori, 1998. ISBN 9788439701941.
- La experiencia sensible. 1a.  Random House - Mondadori, 2001. ISBN 9788439707400.
- En otro orden de cosas. 1a.  Interzona Editora, 2008. ISBN 978-987-1180-51-6.
- Urbana.  Random House - Mondadori, 2003. ISBN 9788439709633. (Vegeu ressenya d'Ignacio Echevarría)[5]
- Runa. 1a.  Interzona Editora, 2003. ISBN 978-987-1180-81-3.
- Un guión para Artkino. 1a.  Periférica, 2009. ISBN 9788493692667.
- Nuestro modo de vida. 1a.  Penguin Random House Grupo Editorial Argentina, 2014. ISBN 9789870435174. (Pòstuma)
- La introducción. 1a.  Alfaguara, 2016. ISBN 9788420420707. (Pòstuma)

### Contes
- Mis muertos punk 1980)
- Música japonesa (1982)
- Ejércitos imaginarios (1983)
- Pájaros de la cabeza (1985)
- Muchacha punk (1992)
- Restos diurnos (1993)
- Cuentos completos (2009)

### Poesia
- El efecto de realidad (1979)
- Las horas de citas (1980)
- Partes del todo (1990)
- Lo dado (2001)
- Canción de paz (2003)
- Últimos movimientos (2004)
- Poesía completa (2016)